# Kurt Rödel (Gesellschaftswissenschaftler)
Kurt Rödel (* 8. Juli 1919 in Dresden; † nach 1978) war ein deutscher marxistisch-leninistischer Dozent für das Gesellschaftswissenschaftliche Grundstudium in der DDR.

## Leben
Kurt Rödel war der Sohn des Modelltischlers Karl Rödel. Nach dem Besuch der Volksschule erlernte er von 1934 bis 1938 den Beruf des Buchdruckers und Schriftsetzers. Noch als Lehrling hatte sich Rödel um Eintritt in die Luftwaffe beworben, zu der er 1938 wunschgemäß eingezogen wurde. Im Zweiten Weltkrieg meldete er sich, unbefriedigt von der Stellung als Rechnungsführer einer Nachrichteneinheit, 1943 für die Fronttruppe Fallschirm-Panzer-Division 1 Hermann Göring. Als Oberfeldwebel und Führer eines Panzer-Jagd-Kommandos geriet er bei Kriegsende in sowjetische Kriegsgefangenschaft. In einem der Lager fiel Rödel als Mitarbeiter eines Antifa-Aktivs einem sowjetischen Politoffizier auf. Dieser schickte ihn auf die Zentrale Antifa-Schule 2040 in Rjasan. Dort erwarb Rödel sein marxistisches Wissen und stieg zur Lehrkraft auf.
Im Jahr 1949 kehrte Rödel, „zutiefst von der marxistisch-leninistischen Weltanschauung überzeugt“, in seine Heimat zurück. Die Stalinisierung der Sowjetischen Besatzungszone eröffnete Rödel eine Hochschulkarriere. Sie hing unmittelbar mit der Einführung des obligatorischen Gesellschaftswissenschaftlichen Grundstudiums für alle Studenten zusammen. Es sollte nicht nur der Etablierung des Marxismus-Leninismus als weltanschaulicher Grundlage der Hochschulausbildung dienen, sondern ebenso als „Disziplinierungs- und Unterdrückungsmittel“ für die Studenten. Im Jahr 1950 wurde er Lehrer für Gesellschaftswissenschaften an der Deutschen Sportschule Leipzig und ging noch im gleichen Jahr zum Studium an die neu eröffnete Hochschule für Planökonomie nach Berlin, wo das Gesellschaftswissenschaftliche Grundstudium bereits etabliert war. Dort trat er 1951 der SED bei. Sein Studium schloss er 1953 am Franz-Mehring-Institut der Universität Leipzig als Diplom-Gesellschaftswissenschaftler ab. Nachdem er 1953 an der Hochschule für Planökonomie Hilfsassistent und 1954 Oberassistent geworden war, erreichte er im Jahr 1956 als Wahrnehmungsdozent die niedrigste Stufe unter den DDR-Hochschullehrern und im theoretischen Organ der SED, der Einheit, erschien ein Beitrag von ihm. Als Wahrnehmungsdozent wechselte Rödel 1959 an die Hochschule für Bauwesen Cottbus und rückte dort 1961 zum Dozenten auf. Er war nun einer von über eintausend Lehrenden im marxistisch-leninistischen Grundstudium in der DDR. In dieser Zeit promovierte er 1961 am Institut für Gesellschaftswissenschaften beim ZK der SED in Berlin mit einer 1960 vorgelegten Dissertation zum Thema Die marxistische Auffassung über das Wesen der Klassen und die unwissenschaftlichen Theorien über die Klassen in der modernen rechtssozialistischen Ideologie Westdeutschlands. Sie war als Manuskript gedruckt und nicht für den Austausch bestimmt. 1962 wurde er Dozent für Grundlagen des Marxismus-Leninismus am Institut für Marxismus-Leninismus der Universität Rostock. Dort blieb er ein Jahr, bis er 1963 als Wahrnehmungsdozent für Dialektischen und Historischen Materialismus an das Institut für Philosophie der Hochschule der Deutschen Gewerkschaften „Fritz Heckert“ kam. Es ging 1969 in der Sektion „Grundlagen des Marxismus-Leninismus“ auf. 
Rödels war Mit-Herausgeber einer internen Schrift für das Fernstudium an der Gewerkschaftshochschule aus dem Jahr 1970. 1978 lebte er in Cottbus.

## Veröffentlichungen (Auswahl)
- Gedanken und Fragen zu dem Begriff „Sozialdemokratismus“ in der marxistischen Terminologie. In: Einheit 11 (1956), S. 1129 ff.
- Der Grundwiderspruch in Deutschland und die Politik der SED zu seiner Lösung. In: Deutsche Zeitschrift für Philosophie (ZPh), 8 (1960), Heft 6, S. 657 ff.
- Der Grundwiderspruch in Deutschland und die Politik der SED zu seiner Lösung. In: ZPh, 8 (1960), Heft 6, S. 657 ff.
- Die marxistische Auffassung über das Wesen der Klassen und die unwissenschaftlichen Theorien über die Klassen in der modernen rechtssozialistischen Ideologie Westdeutschlands. Berlin 1961.
- (Hrsg.) Studienanleitung zum Lehrprogramm des Lehrbereichs Philosophie für den 3. Staatsexamenslehrgang (Fernstudium). Teil: Die Grundfragen der Philosophie : Die Kategorien Materie, Bewußtsein und Praxis; Die materielle Einheit der Welt. Bernau 1970.

## Ehrungen
- 1961: Medaille für ausgezeichnete Leistungen[9]